# سان ست هیلز (میزوری)
سان ست هیلز (به انگلیسی: Sunset Hills) یک شهر در ایالات متحده آمریکا است که در شهرستان سنت لوئیس، میزوری واقع شده‌است. سان ست هیلز ۲۳٫۶۷ کیلومتر مربع مساحت و ۸٬۴۹۶ نفر جمعیت دارد و ۱۸۸ متر بالاتر از سطح دریا واقع شده‌است.